# Le Pré de Béjine
Vous lisez un « article de qualité » labellisé en 2010.
Pour plus de détails, voir Fiche technique et Distribution.
Le Pré de Béjine (en russe : Бежин луг, en alphabet phonétique international : [bʲeːʐin luk]) est un film soviétique de 1937, réalisé par Sergueï Eisenstein et célèbre pour avoir été détruit en grande partie avant son achèvement.
Il raconte l'histoire d'un jeune fermier tentant de s'opposer à son propre père, qui a l'intention de trahir le gouvernement soviétique en sabotant la récolte annuelle. Le film culmine sur le meurtre du garçon et une émeute,,. Le titre vient du nom d'une nouvelle d'Ivan Tourgueniev, bien que le film ne soit pas adapté de cette œuvre mais de la vie de Pavlik Morozov, un jeune Russe qui devint un martyr politique après son assassinat par sa famille en 1932, le jeune homme ayant dénoncé son père au gouvernement. Morozov fut ensuite mis à l'honneur dans les programmes scolaires, les poèmes, la musique, et dans ce film.
Commandé par un groupe de jeunes communistes, la production du film s'étala de 1935 à 1937, avant d'être arrêtée par le gouvernement central soviétique, qui disait qu'il contenait des erreurs artistiques, sociales et politiques,. Certains, toutefois, prirent l'exemple de ce film pour critiquer l'ingérence du gouvernement dans le cinéma, étendant cette critique à Joseph Staline lui-même. Eisenstein considéra ensuite son travail comme étant une erreur. Un certain nombre de personnes furent arrêtées pendant les évènements qui s'ensuivirent,.
On a longtemps cru que Le Pré de Béjine avait été perdu dans les bombardements pendant la Seconde Guerre mondiale. Cependant, dans les années 1960, une partie du montage et des photogrammes fut retrouvée. À partir de ces morceaux, une reconstitution, fondée sur le scénario original, fut entreprise,. Riche en symbolisme religieux, le film et son histoire devint un sujet d'études,. L'intérêt qui fut porté au film dans et hors de l'industrie cinématographique est dû à sa nature historique, les circonstances de sa production et de son échec, et à la beauté de son image,. En dépit de l'échec du film, Eisenstein continua sa carrière : il gagna des prix, et devint directeur artistique du grand studio Mosfilm.

## Synopsis et versions du film
Il existe plusieurs versions du film, Le Pré de Béjine ayant été maintes fois modifié, voire re-tourné par morceaux pour satisfaire les autorités soviétiques.
La plus connue se focalise sur le personnage de Stepok, un jeune fermier membre de l'organisation des Jeunes Pionniers Communistes, comme les enfants de ce village de fermes collectives. Son père Samokhin, un fermier, projette de saboter la récolte du village en mettant le feu au pré, et ce pour des raisons politiques. Stepok réagit en organisant avec les autres Jeunes Pionniers la garde des récoltes,, ce qui frustre de plus en plus son père. Stepok rapporte finalement les actions de son père aux autorités soviétiques, et est ensuite tué par celui-ci pour avoir trahi sa famille,. Les autres Jeunes Pionniers profanent l'église du village, réagissant ainsi à la mort de Stepok,. Les images retrouvées du film montrent, pour la scène de la destruction de l'église, les villageois en train de devenir ce qu'ils sont en train de détruire - ils sont dépeints vers la fin de la scène comme le Christ, angéliques et prophétiques.
Une version plus tardive s'ouvre sur des images de verger et de ciel bleu, montrant un obélisque sur lequel est inscrit le nom de Tourgueniev. Il est ensuite révélé que la mère de Stepok a été battue à mort par le père. Dans une hutte sombre, Samokhin se plaint de la plus grande loyauté de son fils pour le Soviet que pour sa famille, tandis que Stepok revient d'une promenade. Son père cite la Bible : « Si le fils trahit son père, tue-le comme un chien ! ». Samokhin est arrêté pour incendie criminel, et Stepok part avec un fonctionnaire communiste. Les autres participants à l'incendie trouvent refuge dans l'église, puis sont rapidement arrêtés. Ils sont ensuite sur le point d'être pendus, mais sont sauvés de la colère des villageois par Stepok. Ceux-ci transforment l'église en pavillon, ridiculisant symboliquement la religion.
Dans certaines versions, la destruction de l'église est remplacée par une scène où les villageois luttent contre le feu, déclenché par la pose de tournesols séchés et d'allumettes dans la zone de stockage du fioul de la communauté. Dans certains montages, Stepok surprend les projets de son père et sort dans la nuit pour informer les autorités sur son cas ; dans d'autres, le fonctionnaire du parti communiste s'informe auprès de la petite sœur de Stepok ; dans d'autres encore, le père dit après avoir tiré sur son fils : « Ils t'ont pris à moi, mais je ne te donne pas à eux. Je n'ai pas donné ma propre chair et mon propre sang ». Après la mort de Stepok, le même fonctionnaire transporte son cercueil, rejoint par des enfants, dans une marche funéraire qui évolue en une marche victorieuse.
Le film décrit par Choumiatski et Eisenstein est riche en iconographie religieuse, notamment le combat symbolique entre le bien et le mal. Birgit Beumers écrit à ce propos : « Les paysans sont ici des prophètes à barbes grises ; les jeunes hommes des apôtres de la Renaissance ; les filles charnues des madones ; le paysan démolissant l'iconostase est un Samson biblique et le jeune garçon joufflu, élevé sous la coupole vers les rayons du Soleil qui rendent ses cheveux dorés, est le jeune Jésus-Christ montant au Trône Céleste ». Le Pré de Béjine, dans ses diverses versions non sorties, était « dédicacé à la mémoire de Pavlik Morozov, un petit héros de notre temps ».

## Fiche technique
Sauf mention contraire, cette distribution a été établie à partir de la fiche de l'Internet Movie Database.
- Titre original : Бежин луг
- Titre français : Le Pré de Béjine
- Titre anglais : Bezhin Meadow
- Réalisation : Sergueï Eisenstein

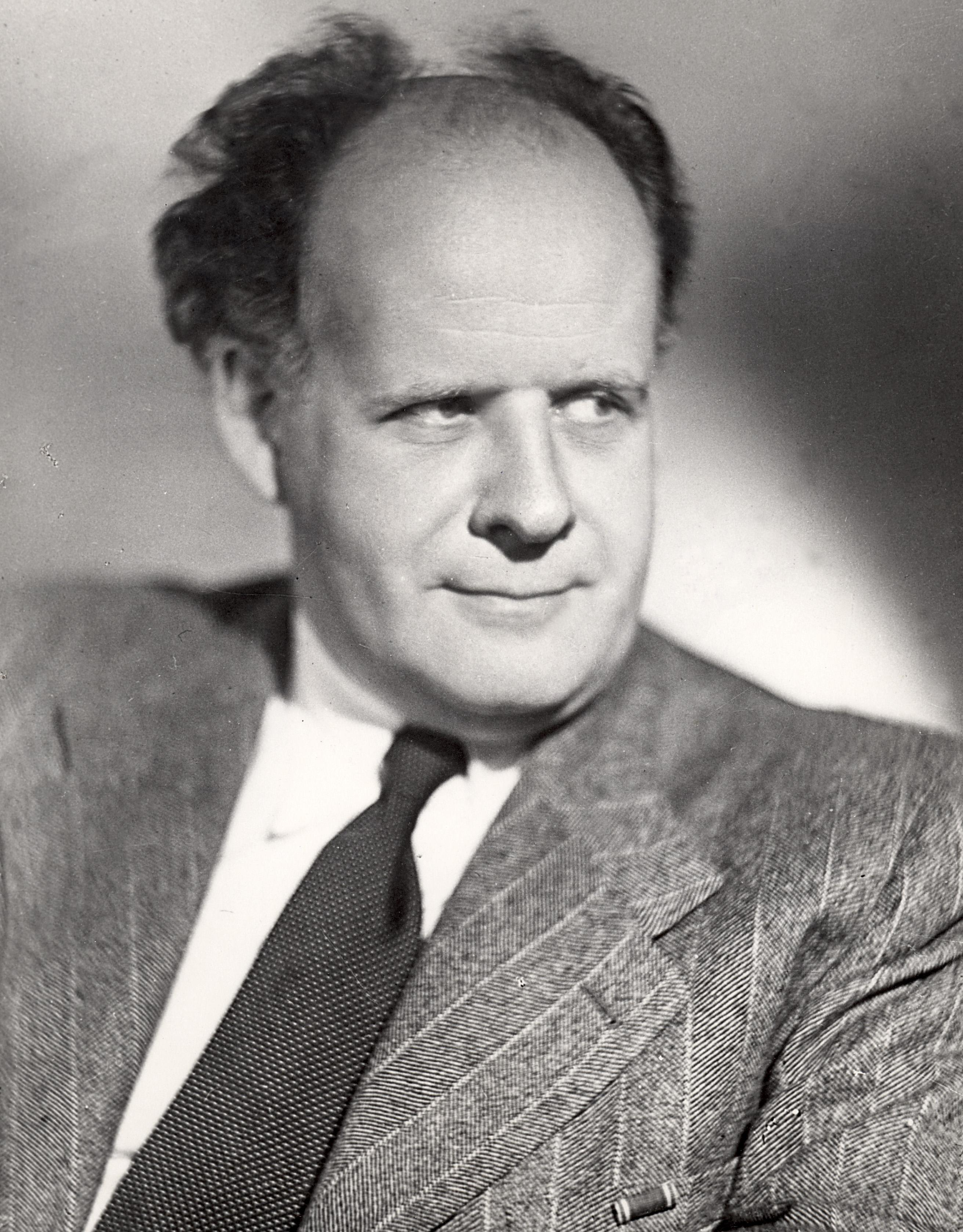
Sergueï Eisenstein.

  - Assistant réalisateur : Jay Leyda
- Scénario : Alexandre Rjechevski
- Photographie : Edouard Tissé[16],[17]
- Son : Vladimir Bogdankevitch
- Montage : Klavdya Alyeva[17]
- Décors : Aleksei Utkin et Arnold Vaisfeld
- Musique : Gavriil Popov (musique originale presque totalement perdue, remplacée dans la version reconstituée par une musique de Sergueï Prokofiev[18])
- Producteur : Boris Babitsky (chef de Mosfilm)
- Producteur exécutif : Boris Choumiatski
- Société de production : Mosfilm[17]
- Budget : 2 millions de roubles[1]
- Pays d'origine : URSS
- Format : Noir et blanc - 35 mm - 1,37:1
- Genre : drame
- Durée : 35 minutes[17]

## Distribution
Sauf mention contraire, cette distribution a été établie à partir de la fiche de l'Internet Movie Database et de kinoglaz.fr.
- Viktor Kartachov[20] : Stepok
- Boris Zakhava : Samokhin
- Piotr Arjanov : un fonctionnaire du parti communiste
- Nikolaï Khmeliov : un paysan
- Ekaterina Telechova : le président du kolkhoze

## À la base du film: la nouvelle de Tourgueniev et la vie de Pavlik Morozov

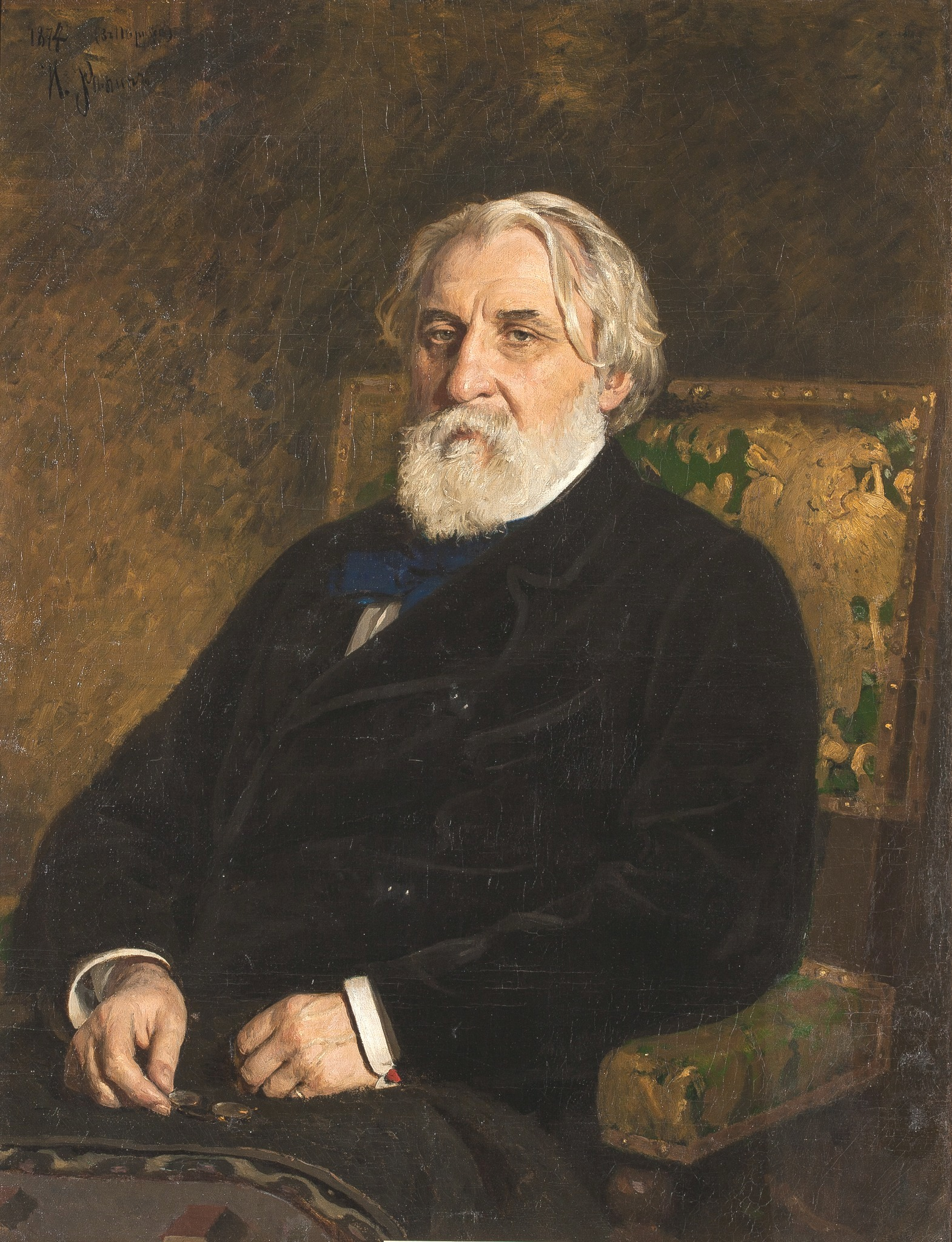
Ivan Tourgueniev en 1874

Le film est basé en partie sur une histoire d'Ivan Tourgueniev, un romancier et nouvelliste russe du XIXe siècle, mais qui a été adaptée de façon à y incorporer l'histoire de Pavel Morozov, un supposé Jeune Pionnier érigé en martyr par la propagande de l'Union Soviétique. La courte fiction originale de Tourgueniev mettait en scène de jeunes paysans russes discutant de signes surnaturels en compagnie d'un chasseur égaré. L'histoire se déroule dans les années 1850 et dans la région d'Orel, précisément sur le pré qui donne son titre à la nouvelle,. Eisenstein retira ensuite du film toute référence directe à Tourgueniev, excepté le titre. Cette nouvelle fait partie du recueil Mémoires d'un chasseur.

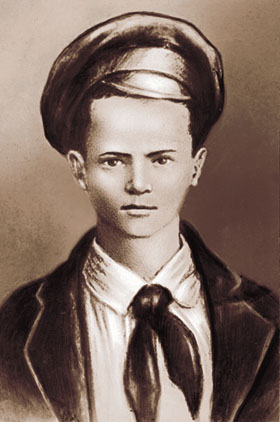
Pavel Morozov en 1932

La vie puis la mort de Morozov à Guerassimovka, village situé dans les montagnes de l'Oural, n'a aucun rapport avec le travail de Tourgueniev. Morozov était un adolescent de 13 ans qui dénonça son père, un koulak, aux autorités soviétiques, et fut tué par sa famille. Ce « conte moral » soviétique cherchait à montrer que s'opposer à l'État était égoïste, et que l'État était plus important que la famille. La version la plus couramment véhiculée de l'histoire de Morozov est la suivante : fils de paysans pauvres à Gerasimovka, un petit village situé à 350 km au nord de Sverdlovsk, Morozov était un fervent communiste, qui dirigeait le groupe de Jeunes Pionniers à son école et soutenait la collectivisation entreprise par Joseph Staline. En 1932, Morozov dénonça son père au Guépéou, la police politique. Ce dernier, le président du soviet du village, fut accusé d'avoir « contrefait des documents » et de les avoir « vendus aux bandits et aux ennemis de l'État soviétique ». Trofim Morozov fut donc condamné à dix ans de travail forcé dans un camp, et fut exécuté plus tard. Toutefois, la famille de Pavlik n'approuva pas les actions du jeune homme. Le 3 septembre 1932, son grand-père, sa grand-mère et un cousin l'assassinèrent, lui et son petit frère. Tous sauf l'oncle furent arrêtés par le Guépéou, reconnus coupables, et condamnés à « la plus haute mesure de défense sociale », soit l'exécution par un peloton d'exécution.
L'histoire de Morozov fut développée par des livres destinés aux écoliers soviétiques, des chansons, un poème symphonique, un opéra et six biographies. De plus, le 19 juin 1936 une statue à son effigie fut érigée sur la place Rouge à l'initiative du Politburo. Il y a très peu d'éléments originaux relatifs à l'histoire ; la majorité de celle-ci a été constituée par ouï-dire d'après les propos de témoins de seconde main. Dans le film, l'enfant s'appelle Stepok, ce qui diffère du récit traditionnellement relayé. L'ironie de cette histoire est qu'il est possible que Pavlik Morozov n'ait même pas été membre des Jeunes Pionniers. Il était qualifié de « jeune garçon dissipé », qui n'était pas conscient des conséquences de ce qu'il faisait ; on pense aussi qu'il avait dénoncé son père non pas pour des raisons politiques, mais parce qu'il avait abandonné sa mère pour une femme plus jeune.

## Contexte

### Contexte politique
Herbert Marshall affirma qu'en 1931, l'ingérence du gouvernement dans la production artistique soviétique était déjà bien établie, et se faisait par différentes personnes : par des artistes, guidés par « en haut » et chargés de surveiller leurs collèges, par « les différents cercles aptes à la juger », et enfin par le parti communiste et Staline lui-même. Tout cela conduisit à l'échec de la production du Pré de Béjine.
Boris Choumiatski dirige le cinéma soviétique à partir de 1933, et jusqu'en 1938. Le cinéma soviétique a radicalement changé ses théories esthétiques : en 1928, la conférence nationale sur la cinématographie définit le réalisme socialiste, nouvelle doctrine, et prend la décision de l'imposer au cinéma. Cependant, ces nouvelles orientations ne seront réellement appliquées au cinéma qu'en 1934. Définie comme la « représentation véridique de la réalité saisie dans son dynamisme révolutionnaire », le réalisme socialiste sera concrètement à l'origine de changements sur les méthodes de travail et sur le contenu en lui-même. Ce contenu doit être le plus clair possible, l'accent est mis sur le fond, et non sur la forme, ce qui implique que les montages tels qu'on peut les trouver dans les films d'Eisenstein des années 1920, jugés compliqués et « intellectuels » sont désormais proscrits. Ces changements ont pour but de rendre le cinéma plus compréhensible et de faire passer des messages de propagande plus facilement. Désormais, les thèmes se rapprochent du folklore russe,. Pour appliquer ces changements dans l'art soviétique, la refonte des organisations littéraires est décidée en 1932, suivie en 1936 de la création d'un Comité pour les questions artistiques, chargé entre autres d'éviter le « formalisme » et le « naturalisme » dans les œuvres. Conséquence de ces changements, le ministère de Boris Choumiatski fera interdire plus d'une centaine de films pendant les années 1930,.

### Contexte dans la carrière d'Eisenstein

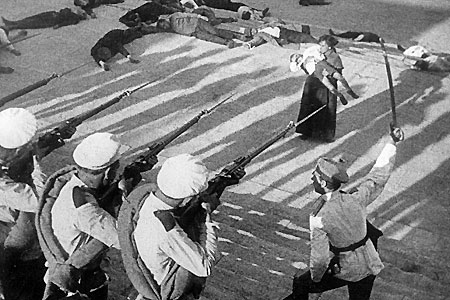
La scène des escaliers d'Odessa dans le Cuirassé Potemkine (1925)

Le tournage de ce film se déroula après une période assez mouvementée dans la vie d'Eisenstein. En 1929, il entreprend un voyage à l'étranger accompagné de Edouard Tissé et Grigori Aleksandrov, ses assistants, afin d'apprendre les techniques du cinéma sonore. Il tourne d'abord un court métrage en France, Romance sentimentale, puis part pour les États-Unis en 1930. Upton Sinclair finance son projet de film Que Viva Mexico !, qu'il n'achèvera pas, rappelé par Staline à Moscou. Sinclair ne renverra pas les bobines en URSS et fera terminer le film, notamment par Sol Lesser, ce qui donnera Tonnerre sur Mexico.
Eisenstein était l'auteur dans les années 1920 de films appliquant des théories nouvelles basées sur un montage caractéristique, mais il va être contraint à s'adapter aux nouvelles exigences. Eisenstein reste sans tourner de 1932 à 1934 : il enseigne au VGIK et écrit des scénarios qui seront refusés.

## Production

### Le développement et le tournage

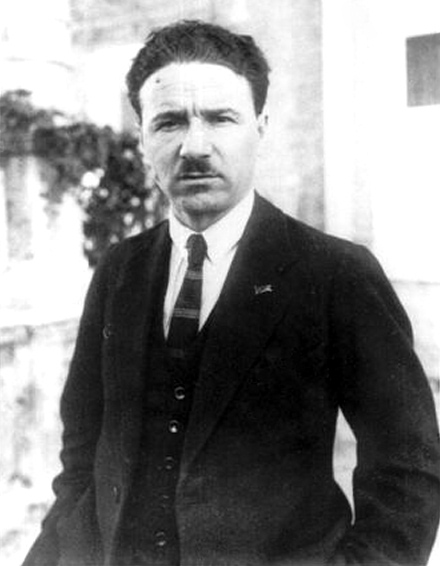
Boris Choumiatski en 1924.

Avant que la production du film ne commence, le scénario d'Alexandre Rjechevski, précédemment refusé par Boris Barnet et proposé à Eisenstein en 1934 fut apprécié par ce dernier, émettant cependant quelques réserves sur la qualité de la trame et la constitution des personnages. Ce scénario insistait plus sur le côté émotionnel que le côté technique ; Eisenstein disait d'ailleurs des scénarios dits techniques, numérotant les plans et résumant l'action très brièvement, qu'ils étaient peu utiles, bien qu'étant préférés par la plupart des cinéastes du muet. Alexandre Rjechevski était un dramaturge, auteur de Oliéko Dounditch, et scénariste assez expérimenté : il avait déjà écrit les scénarios de Un simple cas de Vsevolod Poudovkine en 1932, d'On n'entre pas dans la ville de Iouri Jéliaboujski et d'Océan de lui-même en 1931. La création de la commission pour la production fut une initiative du Komsomol, afin d'honorer les efforts d'Eisenstein et de Rjechevski dans le soutien de la collectivisation des fermes. Cette organisation insista pour que le film se focalise sur « la reconstruction socialiste dans la campagne »,. Le tournage commença mi-1935, et en octobre 1935, la première version développée des scènes déjà tournées du film fut présentée au studio Mosfilm, producteur du Pré de Béjine. Ce studio réclama des changements et la production continua. En août 1936, avec la plupart du tournage déjà accompli, Boris Choumiatski, le principal dirigeant du GUK (Direction générale du cinéma), ordonna la suspension du tournage, et décida que le film devait être réécrit. Le script fut encore une fois révisé et Eisenstein reconnut des erreurs dans son film après le rejet par le studio d'une nouvelle version. Pendant le tournage, Eisenstein n'organisait pas vraiment de projections des rushes pour validation.
La réalisation du film coûta deux millions de roubles et dura deux ans. Lors du casting, Eisenstein préféra choisir des acteurs non-professionnels et des personnes qui représentaient des « types » correspondant le mieux à un rôle donné. Deux mille jeunes garçons furent auditionnés pour trouver l'acteur idéal pour le rôle de Stepok, l'équivalent de Morozov dans le film. Le tournage eut lieu à plusieurs endroits : d'abord dans les studios de Moscou, puis en Ukraine et dans le Caucase. Eisenstein eut la clairvoyance de conserver les images mises de côté pour chaque prise de vue, ce qui permit la reconstitution du film dans les années 1960, même si les originaux étaient détruits.

### Arrêt brusque du tournage par les autorités
Le comité exécutif central du parti communiste demanda à voir et à approuver Le Pré de Béjine avant sa sortie. De multiples versions du film furent refusées par le Comité, qui les considérait comme « inartistiques et politiquement erronées », et déclara que le cinéaste « confondait la lutte des classes avec le combat entre le bien et le mal ». Sur ordre du directeur du cinéma soviétique, la production du film fut stoppée définitivement le 17 mars 1937. Boris Choumiatski déplora qu'Eisenstein ait présenté les conflits dans le film en des termes bibliques, plutôt que de placer ces conflits dans le contexte de la lutte des classes socialiste. Eisenstein lui-même dira plus tard que le meurtre de Stepok par son père était une « réminiscence du sacrifice d'Isaac par Abraham ».
Après l'arrêt final de la réalisation, Choumiatski prit la responsabilité de cet échec devant les médias soviétiques, écrivant un article sur son histoire dans la Pravda. Selon lui, c'était un film calomnieux sur les campagnes soviétiques, et un exemple de formalisme qui nécessitait d'être éliminé. Il en vint à dire qu'« [Eisenstein] fit Le Pré de Béjine uniquement parce cela lui offrait l'opportunité de se livrer à des exercices sur la forme. Au lieu de créer une œuvre forte, claire, directe, Eisenstein détacha son travail de la réalité, des couleurs de l'héroïsme de la réalité. Il réduisit consciemment le contenu idéologique de son travail ». Choumiatski perdit sa place au gouvernement deux ans plus tard, quand il fut accusé d'être un espion anglais ; il fut arrêté et fusillé. Une des raisons que Choumiatski donna pour l'arrêt de la production du film fut qu'Eisenstein gâchait de l'argent et des ressources dans la production de cette œuvre ; de même, avant son exécution, lui-même fut accusé d'avoir gâché de l'argent et des ressources en arrêtant la réalisation de films tels que Le Pré de Béjine. L'arrêt de la réalisation du film fut aussi considéré comme une conséquence d'une campagne contre l'avant-garde artistique dans la Russie de Staline.
À la suite de ces évènements, Eisenstein contracta la variole, puis la grippe, et le film fut destiné à rester inachevé. Il travailla plus tard sur l'histoire avec l'auteur soviétique Isaac Babel, mais leur collaboration n'aboutit ni à la publication d'un livre, ni à la sortie d'un film, et la production du Pré de Béjine toucha à sa fin. Les bobines du film inachevé et non sorti furent détruites lors d'un bombardement aérien à l'automne 1941,. Dans une réponse à Choumiatski publiée plus tard, intitulée « Les erreurs du Pré de Béjine », Eisenstein promit qu'il « [s]e débarrasse[rait] des derniers traits anarchiques d'individualisme dans [ses] opinions et [ses] méthodes de travail »,. Il écrivit finalement : « Qu'est-ce qui a causé la catastrophe qui fit échouer le film sur lequel j'avais travaillé pendant deux ans ? Quel était le point de vue erroné qui, malgré l'honnêteté de mes sentiments et ma dévotion au travail, amena cette œuvre à une perversion de la réalité, la rendant politiquement insubstantielle et, par conséquent, inartistique ? ».

## Réactions et héritage
Ce film d'Eisenstein a suscité un grand nombre de réactions et de critiques depuis sa réalisation. Suivant l'exemple de l'article de Choumiatski dans la Pravda, qui amenait la réputation d'Eisenstein en URSS à son plus bas niveau, d'autres émirent également des reproches. Certains affirmaient que le film était trop abstrait et formaliste, point de vue partagé par Choumiatski. Ilya Vaisfeld considéra le film et les méthodes d'Eisenstein comme « profondément hostiles au socialisme », et dénonça la manière dont il présentait des ennemis avec un point de vue potentiellement favorable. Selon Nikolaï Otten, l'erreur d'Eisenstein est d'avoir choisi un scénario émotionnel, en pensant que cela le libèrerait du contrôle des studios. Boris Babitsky, le chef du studio Mosfilm (producteur du film), prit la responsabilité de l'échec de la production et de n'avoir pas contrôlé le travail d'Eisenstein ou de n'avoir pas arrêté le tournage plus tôt ; Babitsky fut plus tard arrêté pour ces erreurs. Ivan Pyryev sentit qu'Eisenstein ne voulait pas être « un Soviet », ce qui est pour lui une des raisons de l'échec du film. David Maryan, un autre réalisateur, critiqua l'attitude d'Eisenstein : selon lui, il méprisait les autres, ne prenait aucun plaisir aux relations humaines, et était donc un homme solitaire. L'échec du film fut une occasion d'attaquer le statut politique d'Eisenstein. G. Zeldovich, de la Direction générale du Cinéma, demanda si Eisenstein devait être toujours libre de travailler avec des étudiants, lui qui manquait de fiabilité politique.

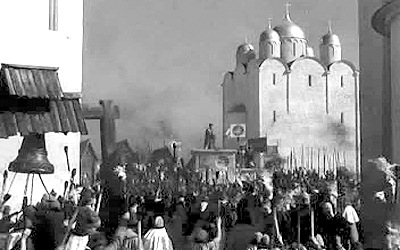
Une scène dAlexandre Nevski, film qu'Eisenstein réalisera après Le Pré de Béjine.

Cependant, tous les commentaires sur l'œuvre n'étaient pas ouvertement négatifs. Dans les années qui suivirent l'arrêt de sa production, des studios et organisations de cinéma de grandes villes telles que Moscou, Leningrad et Kiev, organisèrent des séminaires pour tirer les leçons du film, certaines des sessions durant plusieurs jours. Un étudiant formé par Eisenstein, Peotr Pavlenko, défendit son travail. Grigori Aleksandrov, un réalisateur avec lequel il avait travaillé plusieurs fois auparavant, fut accusé de « s'élever au-dessus de la communauté », parce qu'il ne parlait pas contre son associé. Esfir Shib suggéra que, Eisenstein n'étant pas en URSS pendant le premier plan quinquennal, il était incapable de donner correctement des leçons de politiques modernes. La scène du film dans laquelle les villageois profanent l'église du village, retirée des versions suivantes du film, a été considérée comme « l'une des grandes scènes du cinéma », et une nouvelle manifestation de l'imagerie biblique présente dans le film. Une des images de cette scène est celle d'une jeune fille se regardant dans un miroir, comparée à la Vierge Marie, à côté de laquelle on peut voir la statue du Christ crucifié : elle peut être assimilée à une pietà. Ivor Montagu compara la lutte d'Eisenstein pour le film avec celle de Galilée contre l'Inquisition. Eisenstein avait demandé à pouvoir réaliser d'autres films à Choumiatski, qui transmit sa lettre à Staline lui-même en lui recommandant d'interdire Eisenstein de tournage. Alexeï Angarov protesta, et fut finalement entendu par le Politburo. Eisenstein réalisa Alexandre Nevski en 1938,.
Dans les années 1960, on apprit que la femme d'Eisenstein, Pera Attacheva, avait conservé des parties de la bobine du film, récupérées de la table de montage. Commencée en 1964 et terminée en 1965, la reconstitution du film fut entreprise et une partition de Sergueï Prokofiev récupérée pour l'occasion. Cette entreprise fut menée par Sergueï Ioutkevitch avec l'aide d'un élève d'Eisenstein, Naum Kleiman,. On procéda à partir du scénario original, afin de préserver la continuité du montage ; de nouveaux intertitres et une introduction parlée furent insérés. Le film existe donc désormais sous la forme d'un « diaporama muet » de 35 minutes,. En 1988, le tournage du Pré de Béjine fut le sujet d'une rétrospective à la Tisch School of the Arts in New York City. Intitulée « Jay Leda : A Life's Work », elle était consacrée à Jay Leyda, un professeur et le seul Américain ayant bénéficié des cours d'Eisenstein à l'Institut du film de Moscou ; il était assistant réalisateur et photographe pour le film. Parmi les films soviétiques des années 1920 et 1930, Le Pré de Béjine est un de ceux qui sont les plus cités dans les études universitaires.
Bien que cette œuvre n'ait jamais été achevée, et qu'une version complète n'ait jamais été distribuée, le film fut plus tard considéré comme la célébration des informateurs en URSS. En dépit des problèmes causés par sa réalisation, Eisenstein reçut l'ordre de Lénine en 1939 grâce au grand succès d'Alexandre Nevski. En 1941, il devint le directeur artistique des studios Mosfilm.

### Filmographie
- (en) Eisenstein and Stalin: When art and politics clash (EIS), documentaire de 1999.